# (19096) Leonfridman
(19096) Leonfridman est un astéroïde de la ceinture principale.

## Description
(19096) Leonfridman est un astéroïde de la ceinture principale. Il fut découvert le 14 octobre 1979 à Naoutchnyï par Nikolaï Tchernykh. Il présente une orbite caractérisée par un demi-grand axe de 2,29 UA, une excentricité de 0,15 et une inclinaison de 8,5° par rapport à l'écliptique.

## Compléments